# كوري بلاكويل (لاعب كرة قدم أمريكية)
كوري بلاكويل (بالإنجليزية: Kory Blackwell)‏ هو لاعب كرة قدم أمريكية أمريكي، ولد في 3 أغسطس 1972 في نيويورك في الولايات المتحدة.

## وصلات خارجية
- كوري بلاكويل على موقع مرجع كرة القدم المحترفة.كوم (الإنجليزية)